# Aongstroemiaceae
Die Aongstroemiaceae sind eine Familie von Laubmoosen aus der Ordnung Dicranales. Die Familie ist benannt nach der Gattung Aongstroemia und diese nach dem schwedischen Arzt und Botaniker Johan Ångström (1813–1879).

## Merkmale
Die Pflanzen sind klein bis mittelgroß und bilden lockere bis dichte Rasen. Im Stämmchenquerschnitt ist ein Zentralstrang vorhanden. Die Blätter sind meist breit mit stumpfer Spitze, die Blattränder sind ganzrandig oder schwach gezähnelt bis gezähnt. Die Laminazellen sind variabel in der Form, gewöhnlich glatt. Blattflügelzellen sind nicht differenziert. Die Rippe ist einfach, manchmal kurz austretend.
Die Arten sind diözisch. Eine längliche, gerade oder gebogene Seta trägt eine glatte, in der Form variable Kapsel. Ein Peristom ist entweder vorhanden oder fehlt. Der Deckel ist konisch oder geschnäbelt, die Kalyptra kappenförmig.

## Verbreitung
Die Familie ist auf der Nord- und Südhalbkugel verbreitet, vorwiegend in den nördlich-gemäßigten und tropisch-montanen Zonen.

## Systematik
Ein Großteil der Familienmitglieder der Aongstroemiaceae war traditionell den Dicranaceae zugeordnet. Die Abgrenzung nach Frey & Stech basiert auf molekularen Daten; nach morphologischen Merkmalen ist die Familie nur schwach definiert.
Zu den Aongstroemiaceae werden insgesamt 14 Arten gezählt, die auf 5 Gattungen verteilt sind:
- Aongstroemia mit 7 Arten
- Aongstroemiopsis, 1 Art in Lesotho und Malaysia
- Dichodontium mit 4 Arten
- Diobelonella, 1 Art Diobelonella palustris
- Polymerodon, 1 Art in Bolivien